# Moesziomyces bullatus
Moesziomyces bullatus är en svampart som först beskrevs av Joseph Schröter, och fick sitt nu gällande namn av Vánky 1977. Moesziomyces bullatus ingår i släktet Moesziomyces och familjen Ustilaginaceae.   Inga underarter finns listade i Catalogue of Life.